# Karolin (województwo podlaskie)
Karolin – wieś w Polsce położona w województwie podlaskim, w powiecie sejneńskim, w gminie Giby.
| SIMC    | Nazwa     | Rodzaj    |
| ------- | --------- | --------- |
| 1011388 | Kszywasze | część wsi |
| 1011490 | Pokrowsk  | część wsi |

Wieś nosiła nazwę Pokrowsk i była siedzibą gminy.
W latach 1975–1998 miejscowość administracyjnie należała do województwa suwalskiego.
We wsi znajduje się dawna cerkiew Opieki Matki Bożej (jednowierców), a obecnie parafialny rzymskokatolicki kościół Świętej Rodziny – murowany, z cennym wystrojem wnętrza, wpisany do rejestru zabytków (nr rej.: 654 z 10.03.1988).